# جسد لحياة أفضل
 جسد لحياة أفضل هو نظام تدريبي غذائي مدته إثنا عشر أسبوعًا، وهو كذلك مسابقة سنوية لتطوير الأجسام. اخترعه بيل فيليب لاعب كمال أجسام مخضرم، ومالك قديم لمنظمة EAS (منظمة تابعة للمكملات الغذائية). يستخدم البرنامج نظامًا غذائيًا قليل الدهون عالي البروتين. وشاع خبر هذا النظام بانتشار كتاب عنه حاصدًا أعلى المبيعات. وَصَف خبراء التغذية نظام جسد لحياة أفضل بأنّه فعّال جدًا رغم صعوبة اتباعه، إذ وُصف أحيانًا بأنه حمية مجنونة، ولكن لازال هذا الانتقاد محل جدل واسع.

## التدريب الجسدي
يُكيّف جسم الإنسان نفسه بتغيُرات غذاء الشخص. يستجيب الجسم لتقليل السعرات الغذائية بتقليل عملية الأيض الحيوية، وبعملية حرق العضلات بأفضلية للدهنيات، ويقلل هذا من عملية الأيض على المدى البعيد. عندما تُشارف الحمية الغذائية على الانتهاء، وتعود كمية السعرات الغذائية إلى سابق عهدها، يبدأ الشخص باكتساب خلايا دهنية أسرع مما كان عليه سابقًا، وسُمي هذا  بمصطلح «دورة دهنيات الإنسان». ويضمن بهذه الحالة فشل أية حمية غذائية تعتمد بنحو مبالغ على تقليل السعرات.
مع أخذ هذه الاهتمامات بالحسبان، يركز هذا النظام على صرف الطاقة، إضافةً إلى تناول الغذاء اليومي، يثبت هذا النظام -ولأفضل نتائج مرّجوة- على ضرورة احتواء حصة التدريب على تمارين حمل الأثقال لبناء عضلات الجسم، ولزيادة عملية الايض على المدى البعيد، إذ يساعد هذا أيضًا على تحقيق أقصى مستوى من صرف الطاقة وخسران الدهون من التمارين الهوائية.
تمارين برنامج جسد لحياة أفضل هو أعقد من الحمية الغذائية، كونه يلزم المُتدرب بالتمرين ستة أيام في الأسبوع، أي، إذا بدأ الاثنين فينتهي السبت، وتناغم بين تمارين حمل الأوزان إلى التمارين الهوائية، ويكون اليوم السابع يوم راحة دون الانخراط بجهد جسدي يُذكر، ويتناول أحيانًا وجبة دهون غير صحية.
تتناوب مجاميع تمارين حمل الأوزان بين تمارين الجزء العلوي والجزء السفلي، ويفسح هذا الأمر للعضلات المُمرنة أن تأخذ قسطًا كافيًا من الراحة للاستشفاء العضلي الكامل قبل الحصة التدريبية القادمة.

### ويكون كل خمس عشر يومًا، كالآتي
قياس شدة الجهد، يُستخدم مقياس كانربورج لقياس شدة التمرين، مبنيًا على شدة صعوبة الحمل التدريبي للرياضي، ويُستخدم معيارًا متغيرًا، حسب كلية طب الرياضة الأمريكية، إذ يُحدد المعيار بمقياس من 0 إلى  10.
- 0 ليس هناك أي جهد جسدي على الإطلاق.
- 2 يتوافق مع تمارين خفيفة الجهد جدًا، كالمشي ببطئ حسب سرعة الشخص الطبيعية لعدة دقائق.
- 5 تمارين أصعب نوعًا ما، ومن الطبيعي الاستمرار بها.
- 8 تكون التمارين مجهدة جدًا، يستطيع المُتمرّن الرياضي الاستمرار بها، ويجب عليه تشجيع نفسه لكونها تُتعِب اللاعب.
- 9 وهي مرحلة مرهقة جدًا، وتُعد هذه المرحلة لمُعظم الناس أعلى خطوة سبق وأن خاضوها.
- 10 وهي أعلى شدة جهد ممكنة، 100% إجهاد تام.

تُقدم هذه المراحل اختلافات في عالم الفتنس، إذ إن الشخص البدين قد ينبغي عليه  الوصول إلى المرحلة العاشرة ليستطيع صعود قمة جبل بخفة ونشاط، في حين لا يحتاج المتسابق الرياضي إلى أكثر من المرحلة الثالثة. خلال كورس الإثني عشر أسبوعًا، سيلاحظ الشخص تغيرًا ملحوظًا في جسمه، ولهذا يحتاج إلى تعديل معيارية شدة التمرين بين حين وآخر.
يستخدم البرنامج نمطًا معينًا يُشبّه بالموجة، إذ يزداد التركيز دوريًا من المستوى الخامس إلى التاسع وإلى حد العاشر.
خلال حصة التدريب، يُسمح بتسخين العضلات، ويعطي الفرصة للجسم أن يرتفع تدريجيًا إلى أعلى حد من الجهد العضلي. يوفر التمرين القصير وذو الجهد العالي أعلى مراحل الإيعاز لبناء الصلادة العضلية وقوة التحمل، ويجب التحذير من خطر التدريب المُفرط.
تُنّفذ مُعظم هذه التمارين باستخدام الدنابل - dumbells أو الباربيلBarbel -  أو ماكينة السمث مع أجهزة مُحسنة مخصصة لأداء أعلى مجهود جسدي. يجب اختيار تمرينَين لكل مجموعة عضلية. تُنَفّذ خمس مجاميع للتمرين الأول، ومجموعة واحدة للتمرين الثاني. ويختار الرياضي الوزن لكل مجموعة، تحت مبدأ تنفيذ التكرارات المُخصصة بأعلى مجهود جسدي ممكن. مثال ذلك تُنجز حصة تدريب حمل الأوزان بأفضل جهد وحيوية، مع راحة لدقيقة وحيدة بين كل أربع عدات للمجموعة العضلية، وعدم وجود راحة في آخر تمرينَين. يجب أن يكون إيقاع حمل الوزن لكل تكرار ثانية واحدة (مع التنفس بعمق)، وحمل الوزن إلى أعلى منطقة لثانية أخرى، وخفض الوزن لثانيتين أخريتين (وإجراء الزفيز)، ثم توقف بسيط لثانية واحدة قبل إجراء التكرار القادم. إذ تنتهي مجمل الحصة التدريبية في غضون خمس وأربعين دقيقة.

## التمارين الهوائية
تُعد معظم التمارين الهوائية مناسبة للاعبين، وتشمل أغلبها: المشي، والركض (جهاز الركض المتحرك)، وركوب الدراجات، والسباحة، أو استخدام جهاز التجذيف. بأية حال، فإن فئات التمارين الأخرى ليست بالمُلائمة ما لم تُدرس وتُصمم خصيصًا لهذا البرنامج التدريبي. قُيدت حصة التمارين الهوائية إلى عشرين دقيقة. إذ يعوضون بهذا -متبعين النمط الموجي المُتبع مُسبقًا في رفع الأثقال نفسه- زيادة شدة التمرين تدريجيًا. يجب تحديد شدة التدريب للمستوى الخامس خلال أول دقيقتين. وبرفع الشدة إلى مستويات السادس والسابع والثامن وحتى التاسع تتابعًا خلال الدقائق 3 و4 و5 و6، تتراجع شدة التمرين إلى المستوى السادس خلال الدقيقة السابعة، ويستمر النمط الموجي إلى الدقيقة التاسعة عشر، وحينئذٍ يجب على الرياضي رفع الشدة إلى أقصى مستوى وهو العاشر. يجب إنهاكه تمامًا، وإجراء الاستطالة بعد ذلك.
يزعم فيليب أن التمارين الهوائية فعالة جدًا لخسارة الدهون عندما يتمرن الرياضي في الصباح الباكر، كونها ترفع مستويات عملية الأيض الحيوي لباقي اليوم، إذ يعتمد الجسم كثيرًا على مخازن الدهون بعد صيامه طوال فترة الليل.